# Currie Cup First Division 2006
La Currie Cup First Division de 2006 fue la séptima edición de la segunda división del rugby provincial de Sudáfrica.
El campeón fue el equipo de Boland Cavaliers quienes obtuvieron su cuarto campeonato.

## Sistema de disputa
El torneo se disputó en formato liga donde cada equipo se enfrentó a los equipos restantes, luego los mejores cuatro clasificados disputaron semifinales y final.
Elcampeón obtiene el derecho de disputar el repechaje frente al último clasificado de la Premier Division.

## Clasificación
| Pos. | Equipo           | Encuentros | Encuentros | Encuentros | Encuentros | Tantos | Tantos | Tantos | PB | PB | Puntos |
| Pos. | Equipo           | PJ         | PG         | PE         | PP         | F      | C      | Dif    | BO | BD | Puntos |
| ---- | ---------------- | ---------- | ---------- | ---------- | ---------- | ------ | ------ | ------ | -- | -- | ------ |
| 1.º  | Leopards         | 10         | 8          | 1          | 1          | 352    | 215    | +137   | 8  | 1  | 43     |
| 2.º  | Boland Cavaliers | 10         | 8          | 1          | 1          | 355    | 159    | +196   | 7  | 0  | 41     |
| 3.º  | SWD Eagles       | 10         | 6          | 0          | 4          | 263    | 280    | -17    | 6  | 1  | 31     |
| 4.º  | Mighty Elephants | 10         | 3          | 0          | 7          | 247    | 328    | −81    | 4  | 3  | 19     |
| 5.º  | Border Bulldogs  | 10         | 2          | 0          | 8          | 232    | 313    | -81    | 3  | 2  | 13     |
| 6.º  | Griffons         | 10         | 2          | 0          | 8          | 182    | 336    | −154   | 1  | 2  | 11     |

|  | Semifinalistas. |

### Semifinales
| 29 de septiembre | Leopards | 63 - 13 | Mighty Elephants |  |  |

| 30 de septiembre | Boland Cavaliers | 38 - 27 | SWD Eagles |  |  |

### Final
| 6 de octubre | Leopards | 13 - 37 | Boland Cavaliers | Olén Park, Potchefstroom |  |

| Bandera de Sudáfrica     |
| Campeón Boland Cavaliers |
| Cuarto título            |